# Automobile Dacia
Automobile Dacia S.A., cunoscut și sub numele de Dacia ([ˈdatʃi.a] ⓘ), este un producător român de automobile care își ia numele din regiunea istorică străveche a Europei care constituie România de astăzi. Din 1999 aparține grupului francez Renault. Obiectul de activitate al societății îl constituie producerea și comercializarea de automobile, piese auto, mașini unelte și instalații pentru industria de automobile.

## Istorie

### Începuturi - Căutarea unei licențe

Dacia 1100

Pentru a reduce timpul între proiectare și lansarea în producția de serie a unui autoturism, autoritățile române au considerat necesară producerea unui autoturism sub licență obținută de la un producător străin. Se dorea o licență pentru un autoturism din clasa medie cu o capacitate cilindrică cuprinsă între 1.000 și 1.300 cm3 și să se producă între 40.000 și 50.000 automobile pe an. La licitație au participat Renault, Peugeot, Fiat, Alfa Romeo și Austin. De asemenea, s-au testat următoarele modele: Renault 10, Peugeot 204, Fiat 1100D, Alfa Romeo 1300, Austin Mini. S-a luat decizia la nivel de partid ca uzina Dacia să producă autoturisme sub licență Renault. Din cauza unor motive tehnice și economice, oferta companiei Renault pentru modelul Renault 12 a fost retrasă. Modelul era în faza de teste, iar producția trebuia să înceapă în Franța, în a doua jumătate a anului 1969. Dar contractul a fost semnat în septembrie 1966. Renault a permis părții române să înceapă asamblarea mai devreme a unui model intermediar până când Renault 12 să fie pregătit pentru producție. La început a fost ales modelul Renault 16, dar în cele din urmă s-a optat pentru asamblarea modelului Renault 8.

Logo 2021-prezent

Dacia a luat naștere în 1966 la Colibași (astăzi Mioveni), județul Argeș, având la bază un acord între autoritățile comuniste și producătorul francez de automobile, Renault, ce prevedea asamblarea unui model Renault sub marca Dacia. Construcția Uzinei de Autoturisme Mioveni a început în 1966 și s-a încheiat într-un timp record de doar un an și jumătate.
La 1 iulie 1968, încep testele la cele 217 stații de lucru din uzină, iar pe la august 1968 se testează primul motopropulsor. 
La 20 august 1968 se începe producția modelului Dacia 1100, un model sub licența Renault R8; acesta era o berlină cu tracțiune și motor pe spate. Primul automobil ieșit pe poarta fabricii a fost făcut cadou președintelui Republicii Socialiste România de atunci, Nicolae Ceaușescu. Conform contractului, Renault furniza toate părțile componente ale modelului, urmând ca cei de la Dacia să le asambleze. Din 1968 și până în 1972, aproximativ 44.000 de autoturisme Dacia 1100 au fost produse, în 1970 apărând o ușoară modificare estetică la partea frontală. A mai fost produs, deși în număr limitat, modelul 1100S, cu 2 perechi de faruri și un motor mai puternic, folosit de poliție și în cursele de raliu. Puține au mai rămas în stare de funcționare. 

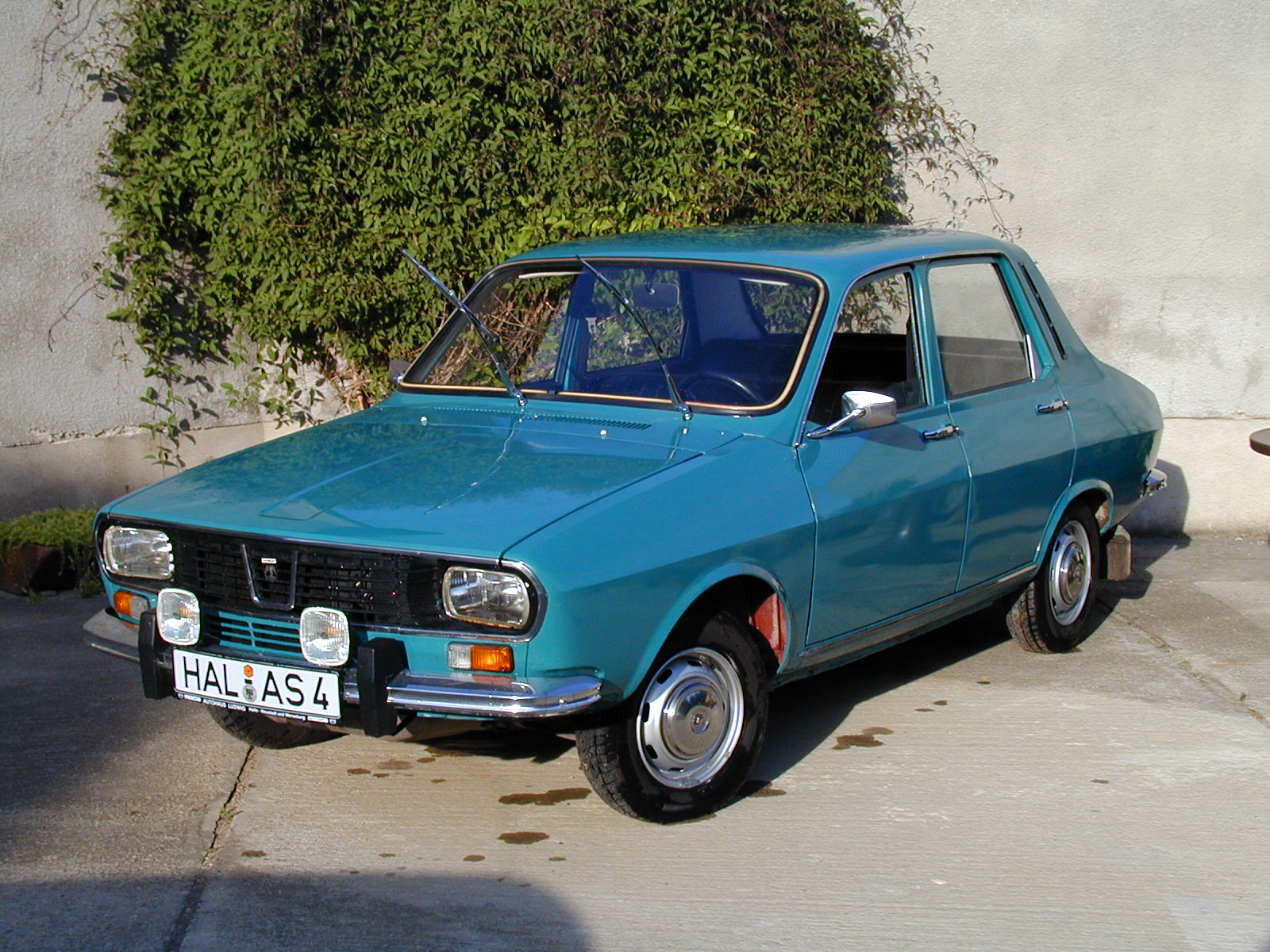
Dacia 1300

După Dacia 1100, a urmat Dacia 1300, care a intrat în producție în august 1969, un model sub licența R12, fiind prezentată la saloanele auto de la București și Paris. Modelul 1300 era o berlină cu 4 uși și tracțiune pe față.
Între 1970 și 1980, Dacia dezvoltă o întreagă gamă de modele ce va cuprinde mai multe tipuri de vehicule de persoane și utilitare. Astfel, în 1970 apar versiuni ale Daciei 1300 berline, printre care: 1300L (de la „lux”), 1300LS („lux super”, destinată membrilor importanți ai PCR), în 1973 este lansat modelul break, iar în 1975 modelul Dacia 1302 (gen papuc, fabricat în 2000 de exemplare, până în 1982). 
Dacia a mai produs și un model de dubă numit Dacia D6, copie a modelului Renault Estafette. Dar pentru că și Bucureștiul producea în uzinele T.V. (Tudor Vladimirescu) o dubă similară, producția Dacia D6 a fost limitată pentru a nu crea concurență. 
După 1985, Dacia încearcă să producă un model pentru oraș, acest model purtând numele Dacia Lăstun sau Dacia 500, fiind produs la Timișoara. Echipată cu un motor de 499 cm3, cu 22 cp și un consum de 3,3 l/100 km. Însă, modelul este scos din fabricație după 1989 din cauza problemelor de calitate și a prețului ridicat.
Tot în anii '80, Dacia a mai produs modelul Dacia 2000, având la bază autoturismul Renault 20. Acest model era produs special pentru elita PCR, utilizat ca mașină de serviciu, nefiind comercializat către cetățeni și era disponibil în culoarea negru sau albastru închis, producția fiind, de asemenea, limitată.
La salonul de la București din 1979 a fost prezentată varianta restilizată a modelului 1300, Dacia 1310, primul model apărut după încetarea contractului de licență Renault 12, în 1978. Modificările au constat în: 2 perechi de faruri, stopuri mai mari, bare de protecție noi și interior nou. Aceasta s-a inspirat din restilizarea făcută de Renault pentru modelul lor, R12 in 1975.
Dacia s-a vândut și în Anglia sub numele Dacia Denem. Varianta de vârf includea geamuri electrice, jante de aliaj și cutie de viteze cu 5 trepte. ARO 10 s-a vândut sub numele de Dacia Duster.
În aceeași perioadă de timp s-a produs de IATSA SA Dacia 1310 Sport. La salonul din 1980, mulțimea a admirat Brașovia, un coupé bazat pe modelul 1310 și creat la IATSA SA Brașov. Conducerea și-a dat acordul pentru începerea producției și din 1981, o variantă cu două uși, Dacia Sport 1410, a fost produsă pentru tineretul din acele timpuri. Aceste mașini erau foarte populare și în cursele de raliu, iar piloți ca Nicu Grigoraș au modificat vechile motoare de Renault, obținând performanțe uimitoare.
Privatizarea DACIA SA Pitești, nu are nimic în comun cu privatizarea IATSA SA județene după 1990, care devin doar unități de servis și renunță la producție în 1994. Ultimul model Dacia 1310 a fost produs la IATSA SA Galați în 1994.
În 1985, inginerii de la Dacia încep proiectarea primului autoturism de concepție 100% românească.

#### CAER
În cadrul CAER au început lucrările de proiectare pentru un nou automobil care urma să fie produs în colaborare cu România, Cehoslovacia și Germania, pentru a înlocui modelele Skoda, Dacia și Wartburg. Proiectul a fost prea scump și a fost abandonat.

### După 1989

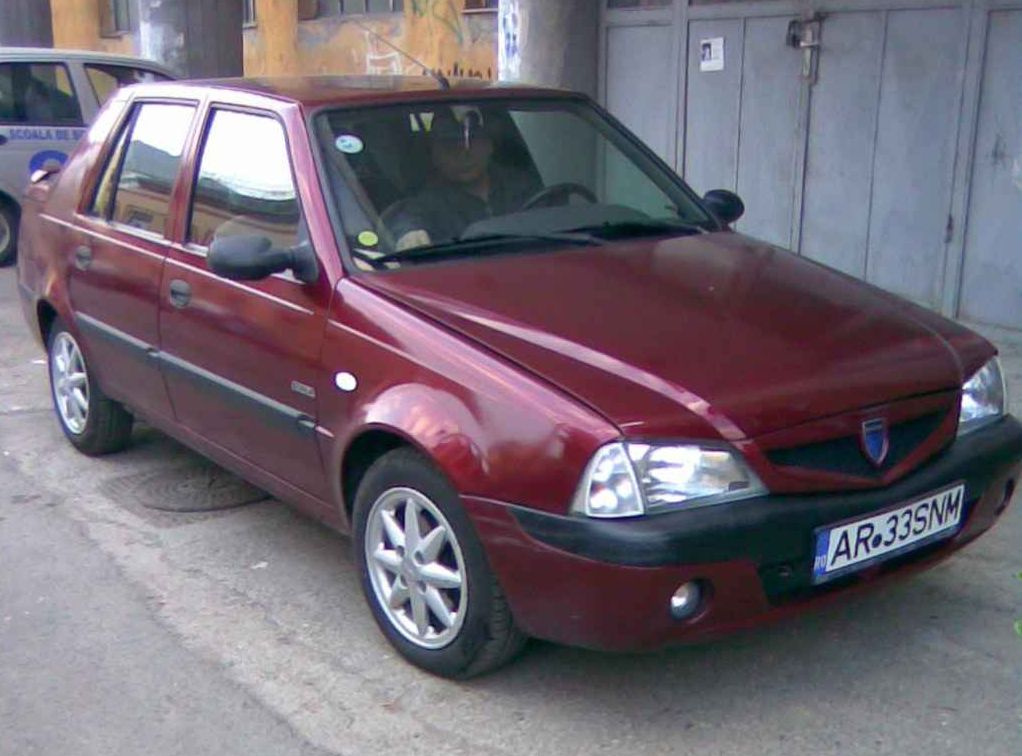
Dacia Solenza: avea la bază modelul SupeRNova, dar cu un aspect împrospătat. În imagine avem un model 2004 cu nivelul de echipare Scala

Între anii 1991 și 1996, Dacia a comercializat modelul Dacia 1325 Liberta, cu un design provenit din cel al Daciei 1200 produs în anii '80.
După 10 ani de așteptare (1995), Dacia lansează primul model 100% românesc sub numele Dacia Nova. Deoarece aspectul exterior lăsa de dorit și tehnologia mașinii era depășită, acest model nu a reușit să capteze atenția publicului. 
În anul 1997, se ia decizia proiectării și lansării unui nou model, deosebit de ceea ce a fabricat uzina Dacia până la acel moment, și anume modelul codat intern D33. Acesta avea să schimbe imaginea Dacia, fiind proiectat de către inginerii Dacia și designerii I.D.E.A. Torino, și urma să fie vândut la un preț de cca 5000 dolari. A fost fabricat în două exemplare de testare, apoi în anul 1999 când trebuia lansat pe piață, lansarea a fost anulată de achiziția uzinelor Dacia de către Renault 
În 1998, anul în care s-au aniversat trei decenii de la producerea primului automobil Dacia, pe porțile uzinei a ieșit autoturismul cu numărul 2.000.000. În același an este lansat motorul de 1,6 litri cu injecție monopunct produs de firma Bosch, ce echipează modelul Dacia Nova.
În 1999, Renault achiziționează 51% din capitalul Dacia și anunță că va lansa un nou model. Se abandonează proiectul D33. La mijlocul anului 2000 este lansat modelul SupeRNova, un model care a fost o evoluție a Daciei Nova. Modelul Supernova era echipat cu un grup motopropulsor Renault de 1,4 litri MPI.
În 2003, modelul SupeRNova este înlocuit de modelul Solenza, un model ce are la bază modelul SupeRNova. Pentru acest model au existat două versiuni de motorizare: una pe benzină de 1,4 litri, similar cu cel de pe SupeRNova, și un diesel de 1,9 litri.

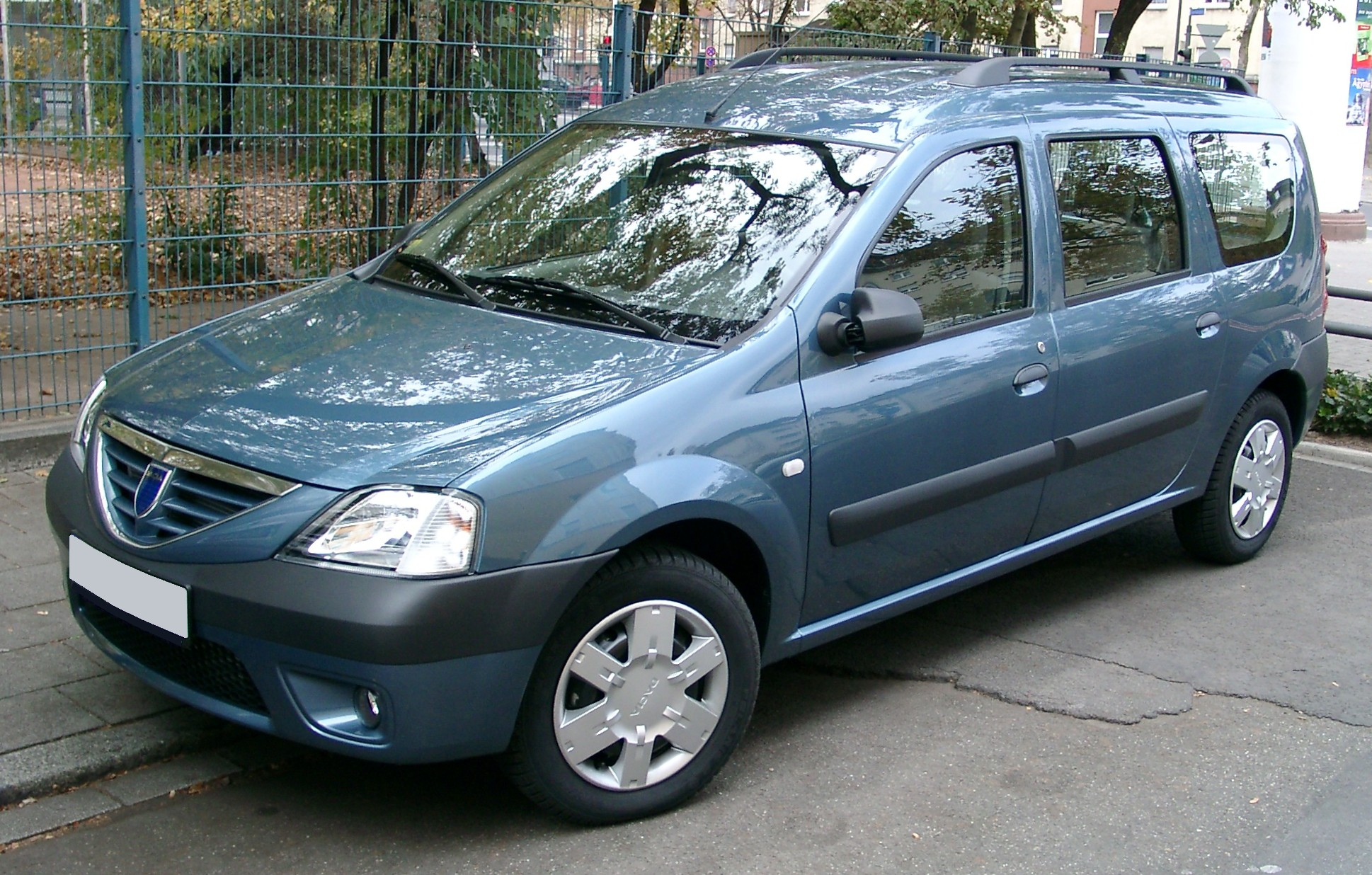
Dacia Logan MCV

În 2004 se încetează producția modelelor Berlină și Break și se lansează modelul Logan, un autoturism complet nou. Iar în 2006, odată cu lansarea modelului Logan MCV are loc și prima restilizare, în special la partea din spate. Noul model semăna mult cu modelul Logan Steppe (concept carul) prezentat în primăvara aceluiași an și dispunea de șapte locuri poziționate pe trei rânduri. La începutul anului 2007 este lansată noua autoutilitară Dacia Logan Van care din punct de vedere constructiv semăna foarte mult cu modelul Logan MCV. Tot în 2007 a fost lansat Logan Pick-Up, o utilitară compactă destinată micilor întreprinzători și comercianți. În anul 2008, gama Dacia a fost completată cu modelul Dacia Sandero, iar modelele Logan și Logan MCV au fost restilizate.

Logo 2008-2021

În octombrie 2009, Automobile Dacia a achiziționat compania Auto Chassis International (ACI) România pentru suma de 50,8 milioane euro.
Auto Chassis International (ACI) a fost fondată în 1999 ca entitate a Grupului Renault.
Filiala ACI România a fost constituită în anul 2002 pentru a furniza piese constructorului român, iar la momentul achiziției avea 1.420 de angajați.

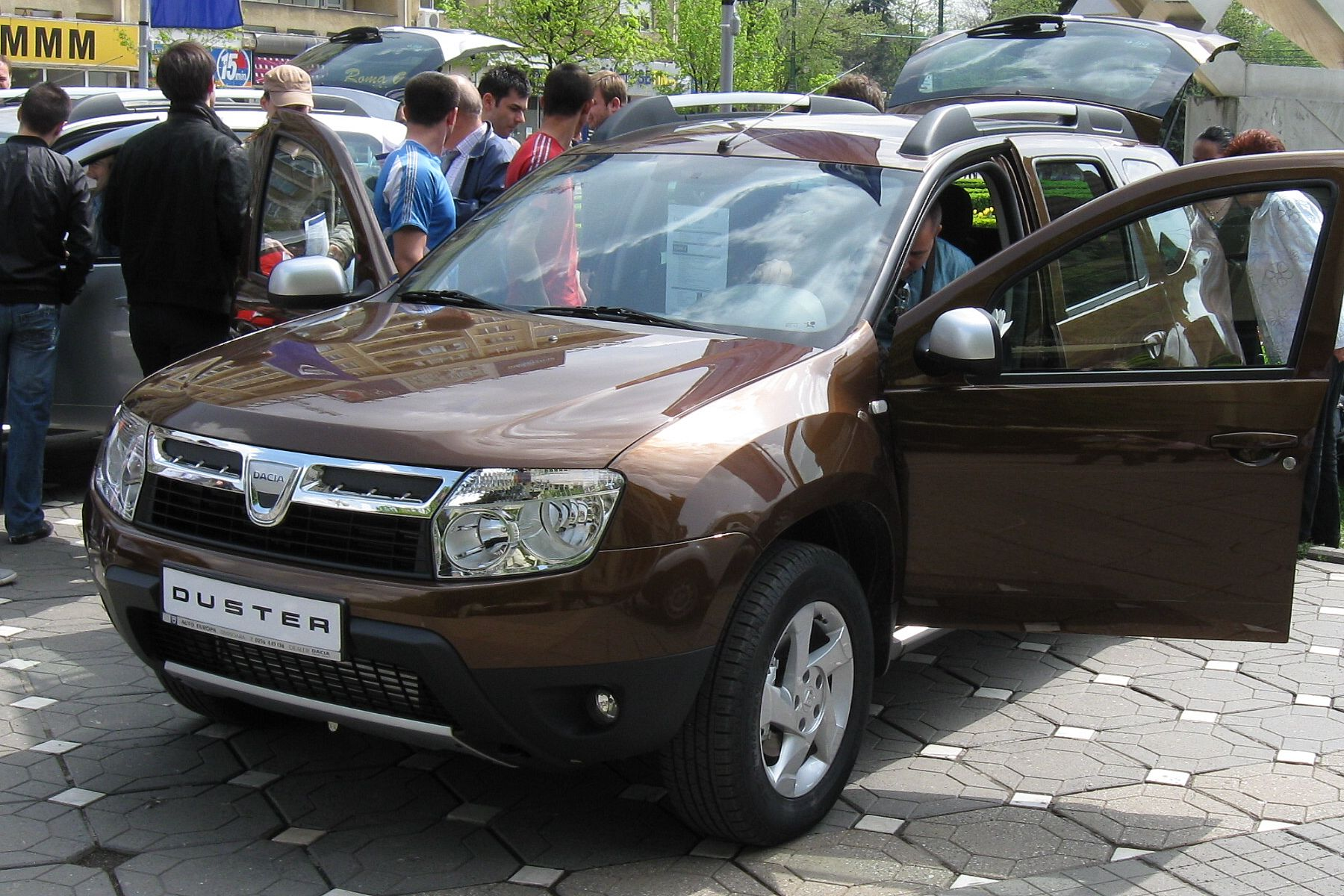
Dacia Duster: primul SUV Dacia.

În cadrul Salonului Auto de la Geneva din 2010, a fost prezentat Dacia Duster, primul SUV din istoria acestei mărci. O lună mai târziu, președintele Traian Băsescu devine primul proprietar din România al unui model Duster; acesta era un vârf de gamă și singura diferență față de un model de serie, consta în culoarea „roșu de foc”. În 2013, Dacia a fost lansată în Marea Britanie.
| Mulțumesc uzinelor Dacia-Renault care mi-au oferit singurul Duster roșu și vă spun aici, deschis, că, dacă vor mai fi solicitări, știu că au fost presiuni extraordinare pentru această culoare și la alte comenzi, dezleg uzina Dacia să folosească culoarea roșie pentru oricine solicită această culoare" — Traian Băsescu |

## Divizii
Automobile Dacia deține următoarele companii: Mașini Unelte Dacia, Motoare Dacia, Servicii Comune Dacia și Utilaje Dacia, care au fost create înainte de privatizarea uzinei Dacia în anul 1999.
De asemenea mai deține societatea Transporturi Dacia care asigură transportul muncitorilor și transportul de mărfuri pentru uzină, precum și Mecanica Dacia și Matrițe Dacia.
În anul 2004, Mașini Unelte Dacia, avea 32 de salariați, Motoare Dacia avea 2.305 angajați, iar Utilaje Dacia avea 832 de salariați.
Matrițe Dacia avea 222 de angajați în anul 2011 și o cifră de afaceri de 7,5 milioane de euro în 2010.

## Gama

### Modele anterioare
- Dacia 1100 (1968–1971)

Dacia 1100

- Dacia 1300 (1969–1984) - în versiunile Standard, Super, Lux și Lux Super.

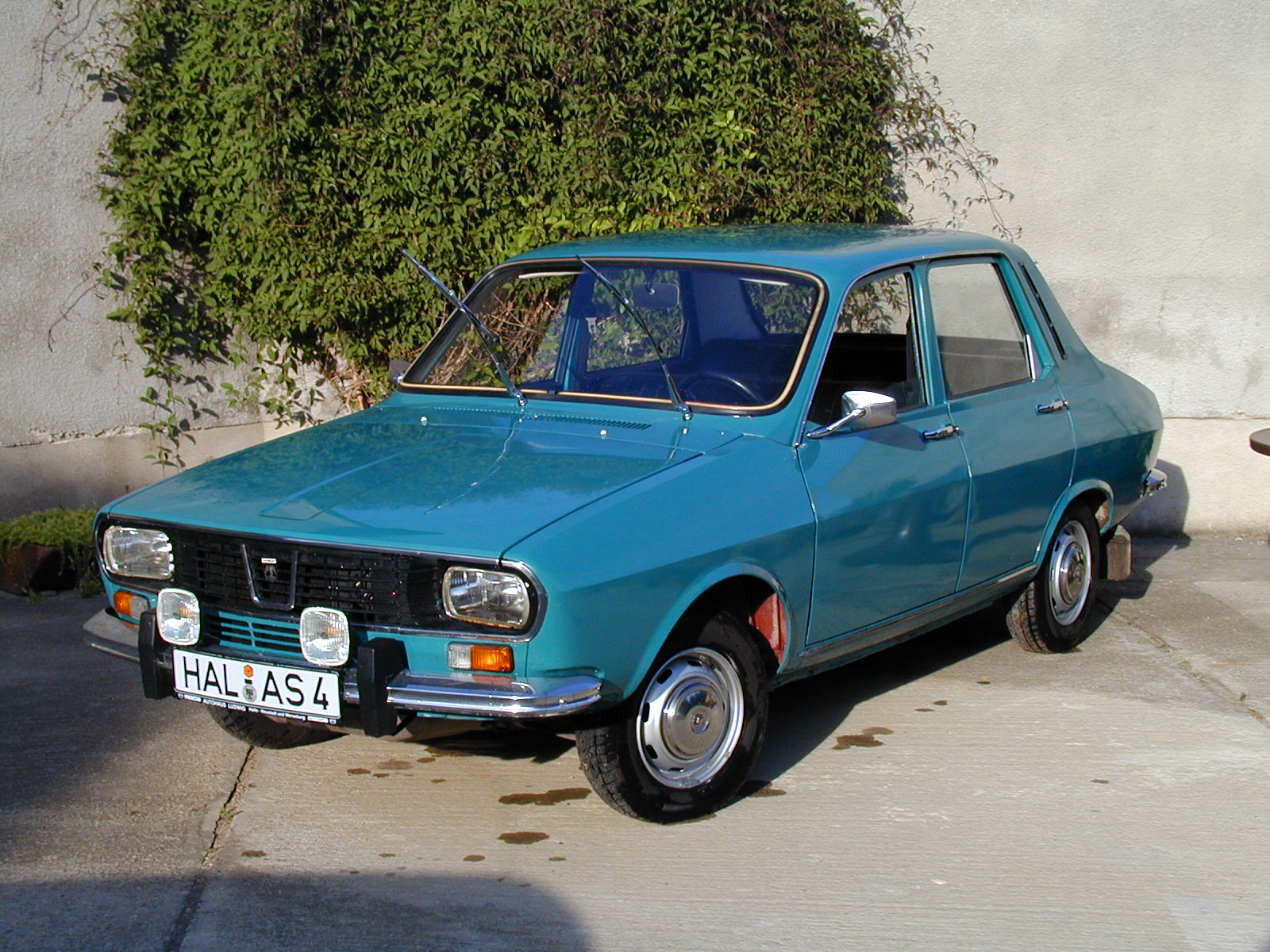
Dacia 1300

- Dacia 1301 - versiune superioară, în număr limitat.
- Dacia 1302 (1975–1982) - camionetă
- Dacia D6 Estafette (1975–1978) - bazat pe Renault Estafette, folosit preponderent de către Poșta Română.

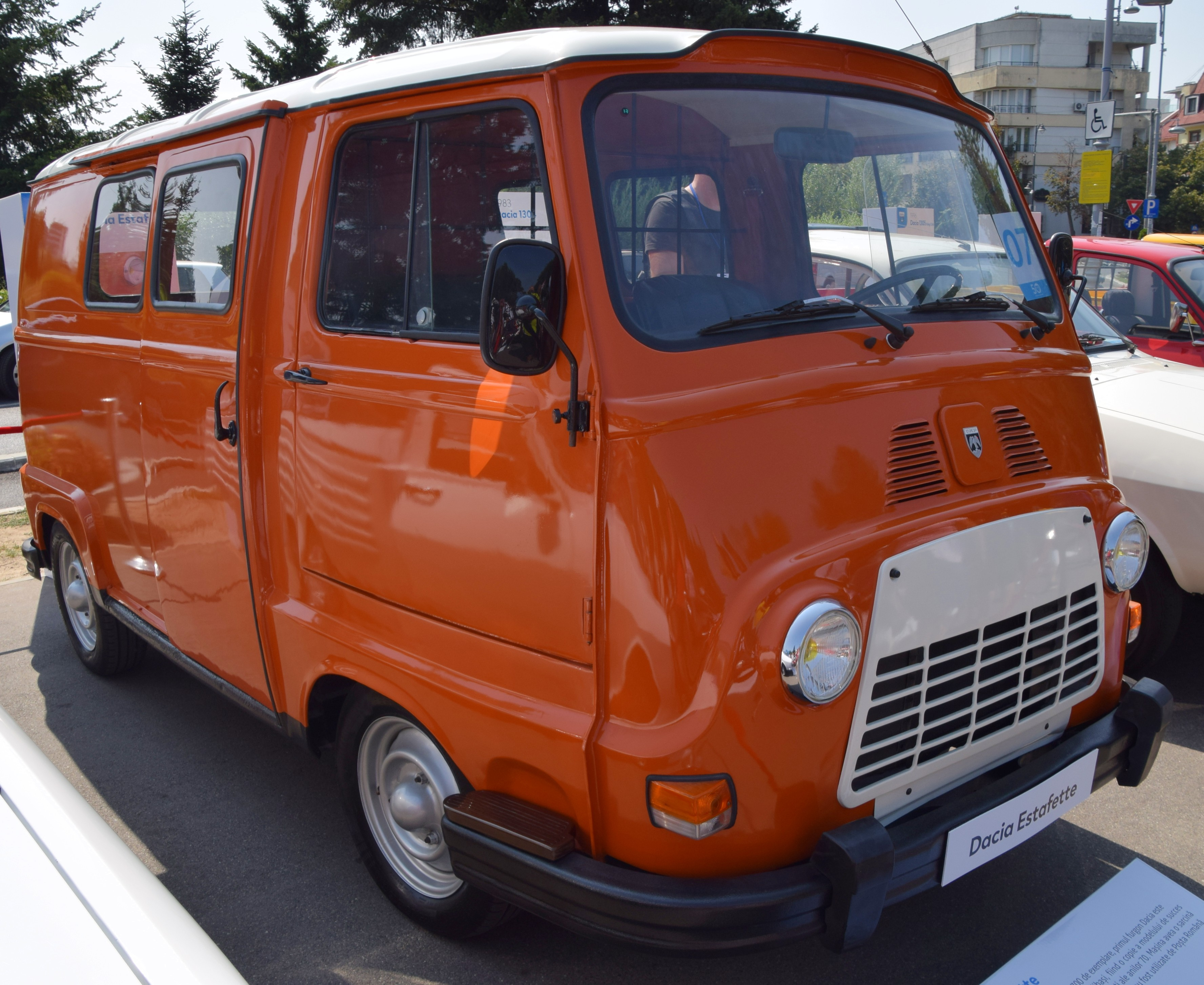
Dacia D6 Estafette

- Dacia 18 (1979) - bazat pe Renault 18
- Dacia 2000 (1979–1985) - bazat pe Renault 20, conceput special pentru regimul comunist.
- Dacia 1310 (1979–2004)
- Dacia 1600/1610 (1981[28]–necunoscut) - serie limitată echipată cu un motor diesel/turbodiesel (54, respectiv 70 cp) de 1600 cm³ provenit de la Volkswagen, iar majoritatea au fost break.
- Dacia Pick-Up (1981–2006) - numit 1304 Pick-Up, 1304 Drop Side, 1304 King Cab, 1307 Double Cab și 1309.
- Dacia Sport (1981–1992) - coupe, produs de IATSA SA.
  - Dacia 1310 Sport (1981–1985) - variantă cu ușă scurtă.
  - Dacia 1410 Sport (1985–1992) - variantă cu ușă lungă.
- Dacia 1210 (1983–1989) - în număr limitat, echipat cu un motor de 1185 cm³.
- Dacia 1410 (1984–2004)
- Dacia 500 Lăstun (1988–1991) - produs și proiectată în Timișoara.

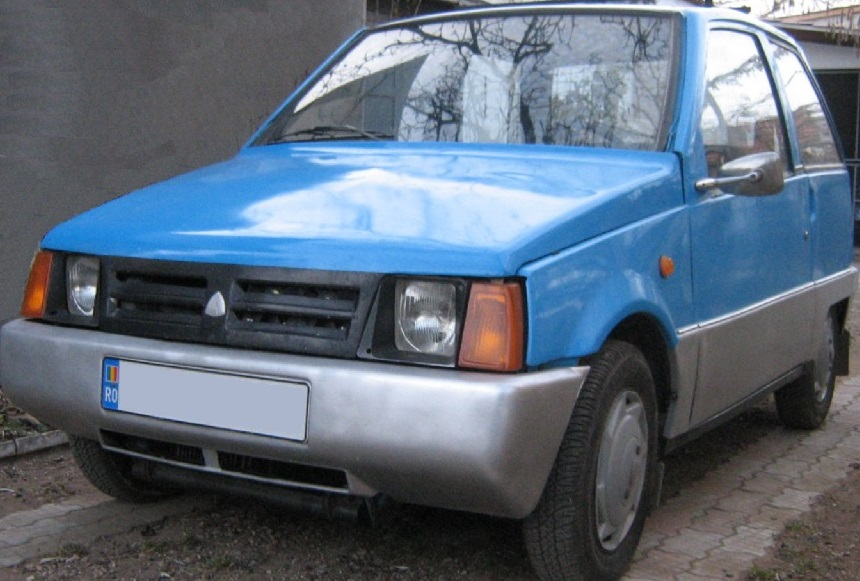
Dacia 500 Lăstun

- Dacia 1320 (1988–1990) - hatchback, produs de IATSA SA.
- Dacia 1325 (1990–1996)
- Dacia Nova (1995–2000) - primul model 100% proiectat de Dacia.
- Dacia SupeRNova (2000–2003) - primul model Dacia lansat după preluarea de către Renault.

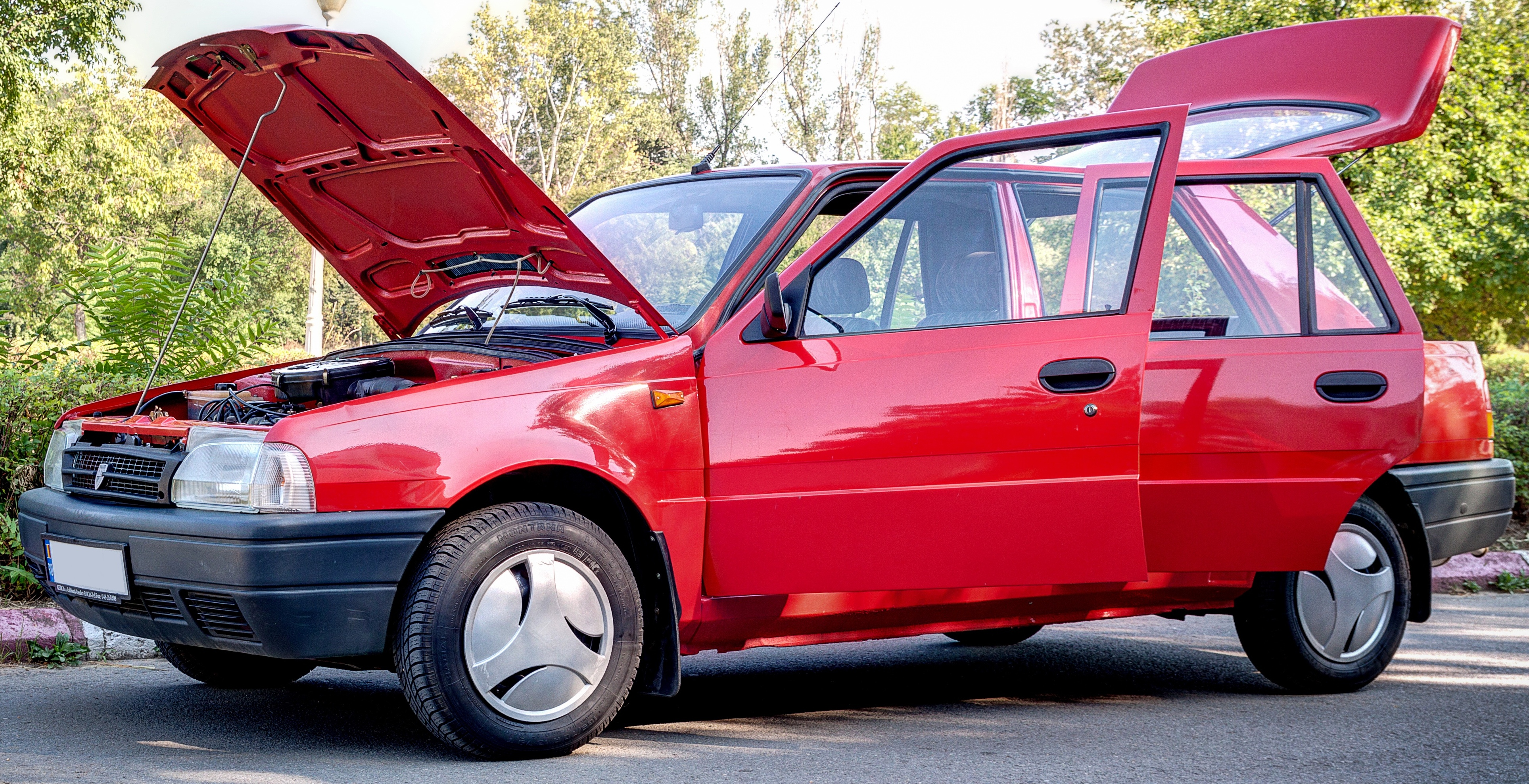
Dacia SupeRNova

- Dacia Solenza (2003–2005) - variantă îmbunătățită de SupeRNova.

- Dacia Logan MCV (2006–2020)
- Dacia Logan Van (2007–2012)
- Dacia Logan Pick-Up (2008–2012)
- Dacia Lodgy (2012–2021)
- Dacia Dokker (2012–2021)
- Dacia Dokker Van (2012–2021)
- Dacia Dokker Stepway (2013[29][30]–2021)
- Dacia Lodgy Stepway (2014–2021)

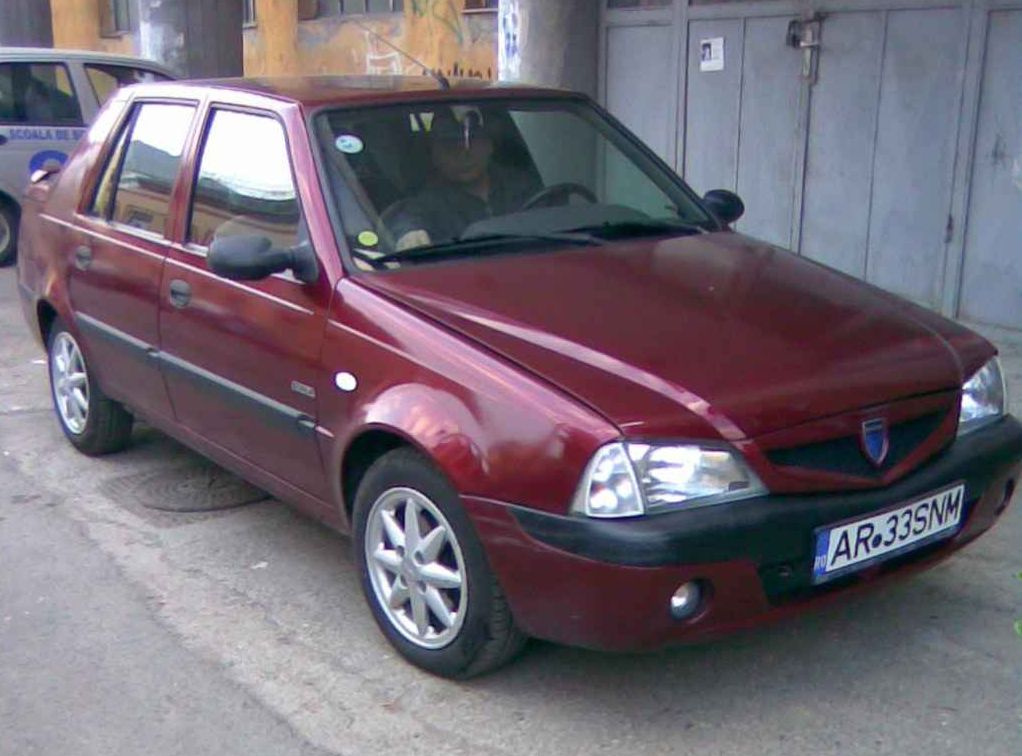
Dacia Solenza

- Dacia Logan MCV Stepway (2017–2020)
- Dacia Logan Stepway (2019–2020)

### Modele actuale
- Dacia Logan (2004–prezent)

- Dacia Sandero (2008–prezent)

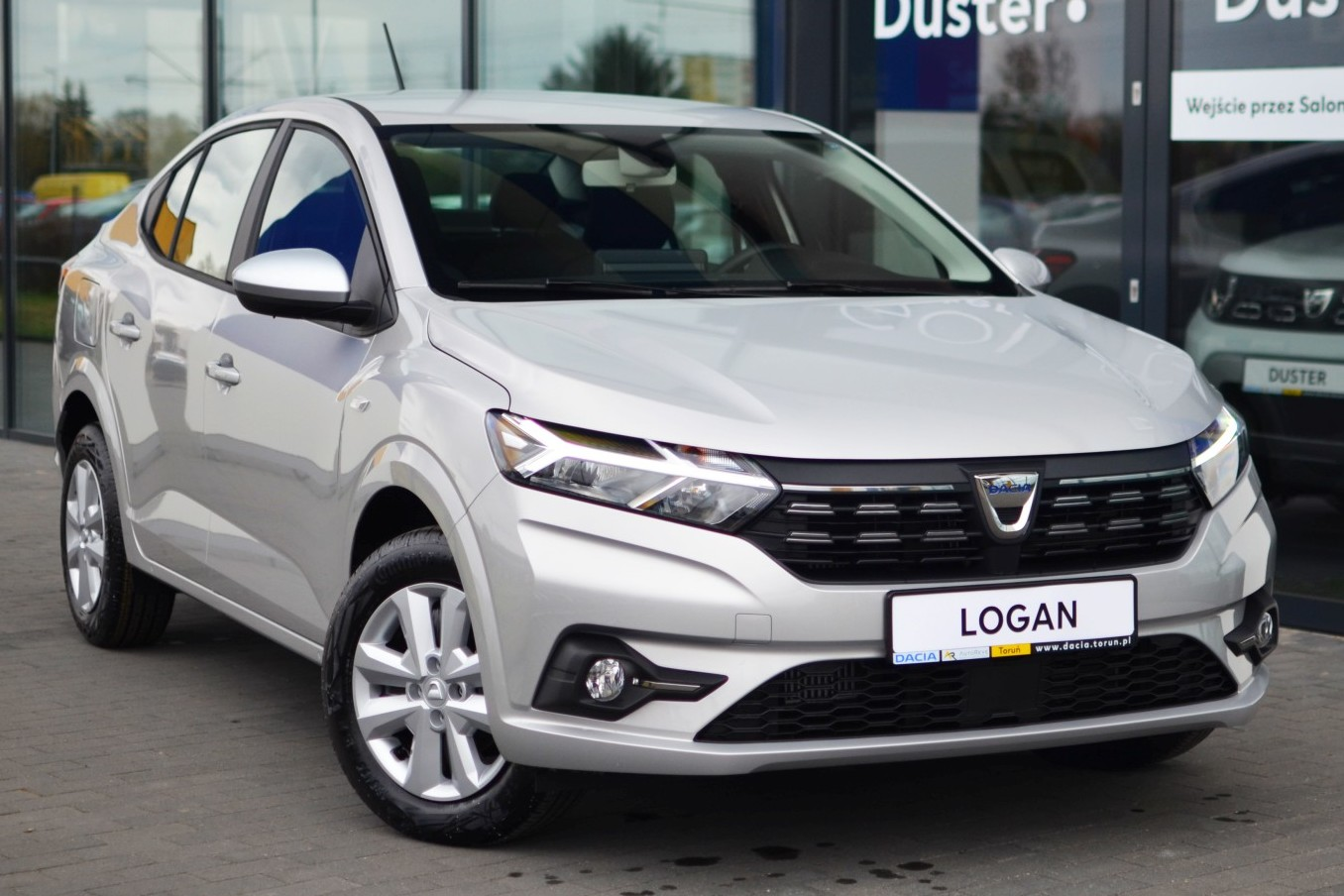
Dacia Logan 3

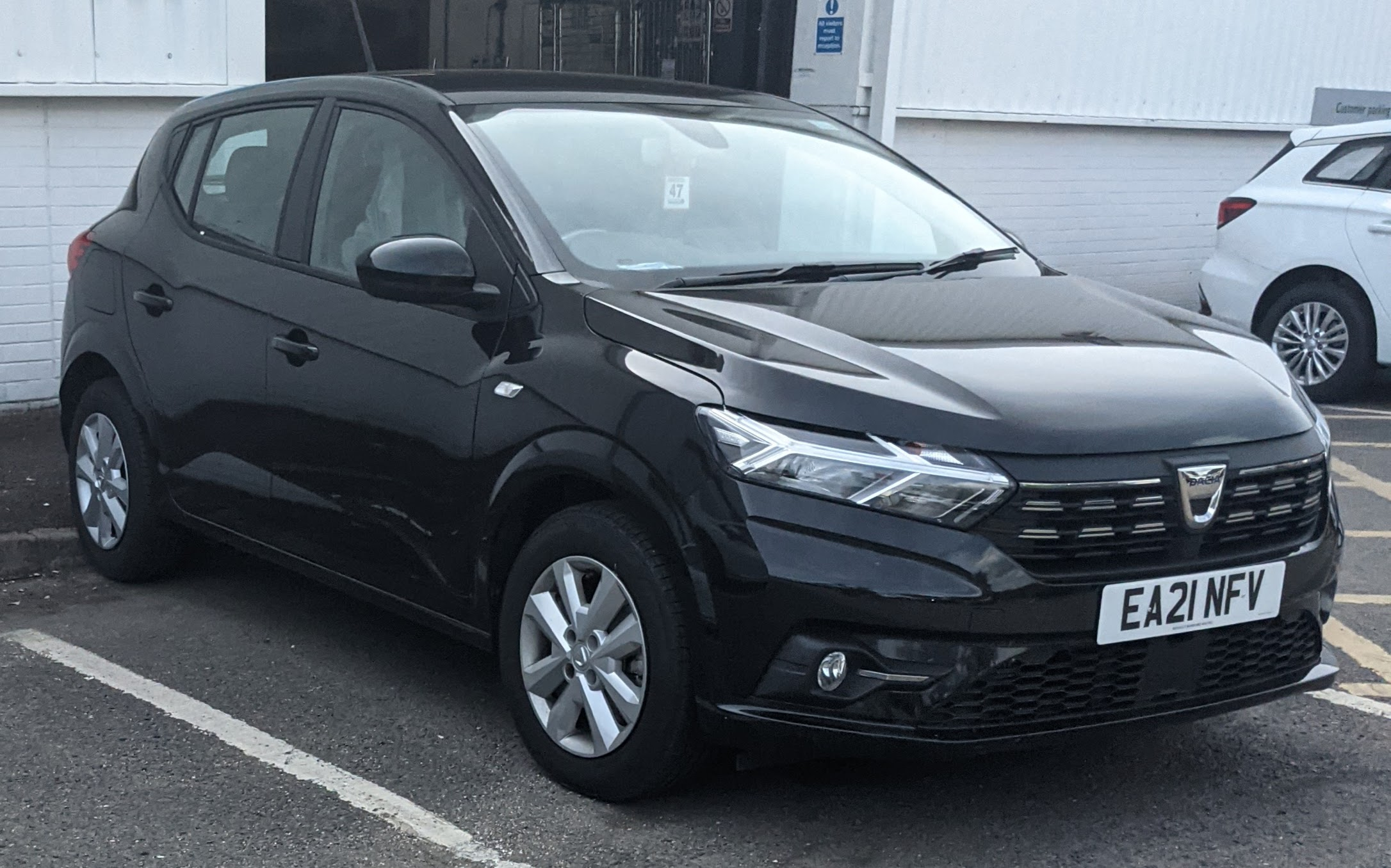
Dacia Sandero 3

- Dacia Sandero Stepway (2009–prezent)

- Dacia Duster (2010–prezent)

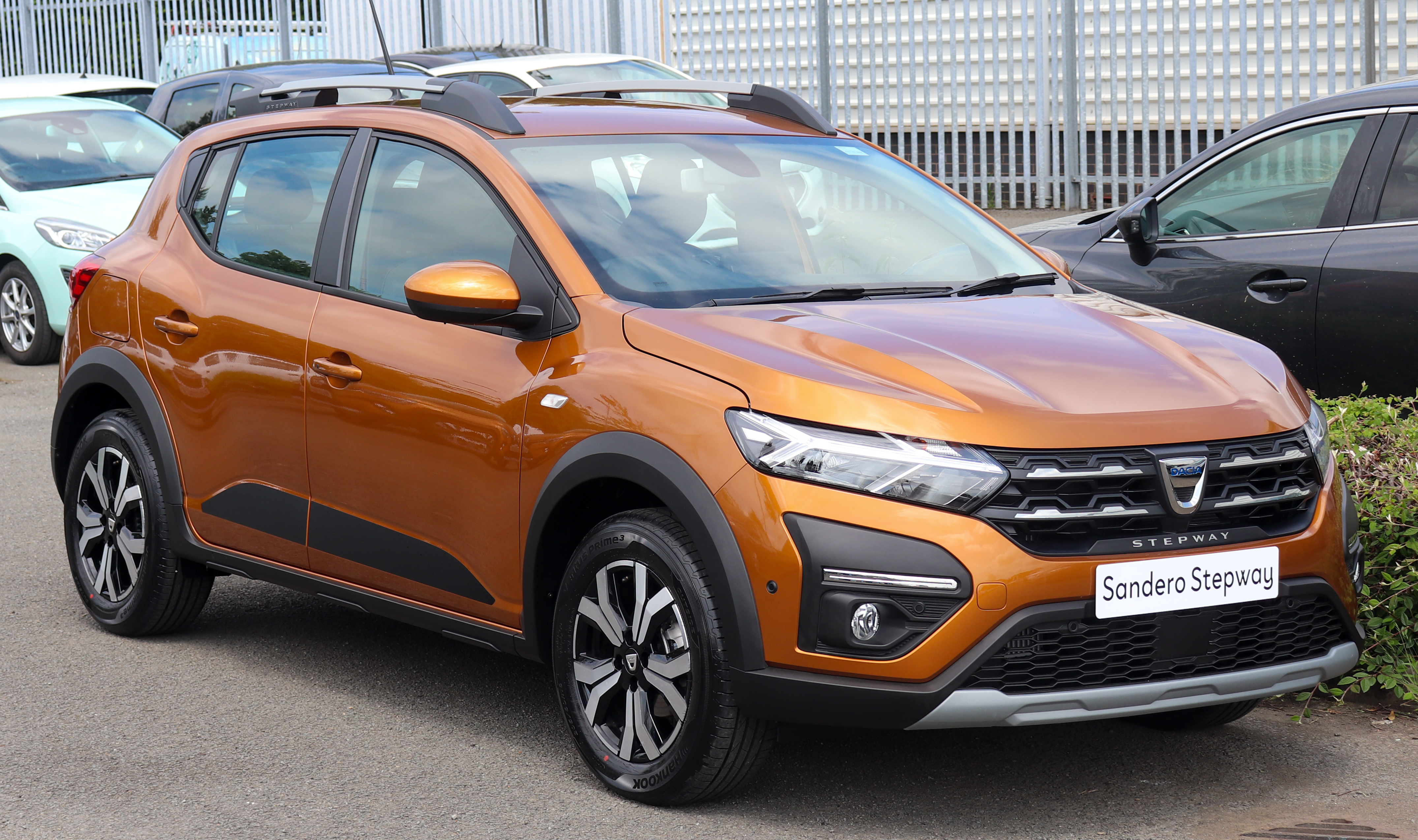
Dacia Sandero Stepway 3

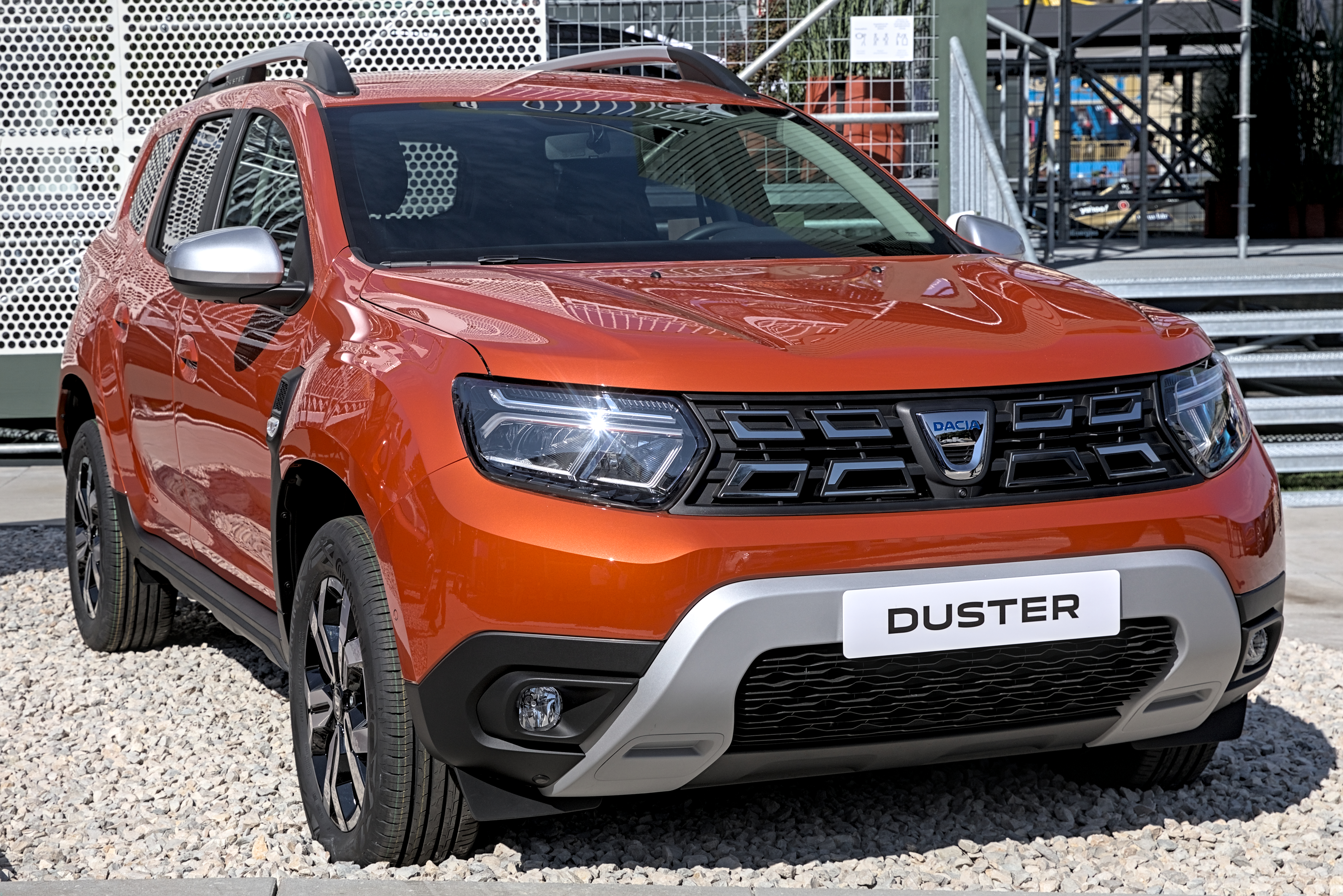
Dacia Duster 3

- Dacia Duster Pick-Up (2014[31]–2016[32], 2020[33]–2021, 2022[34]–prezent)

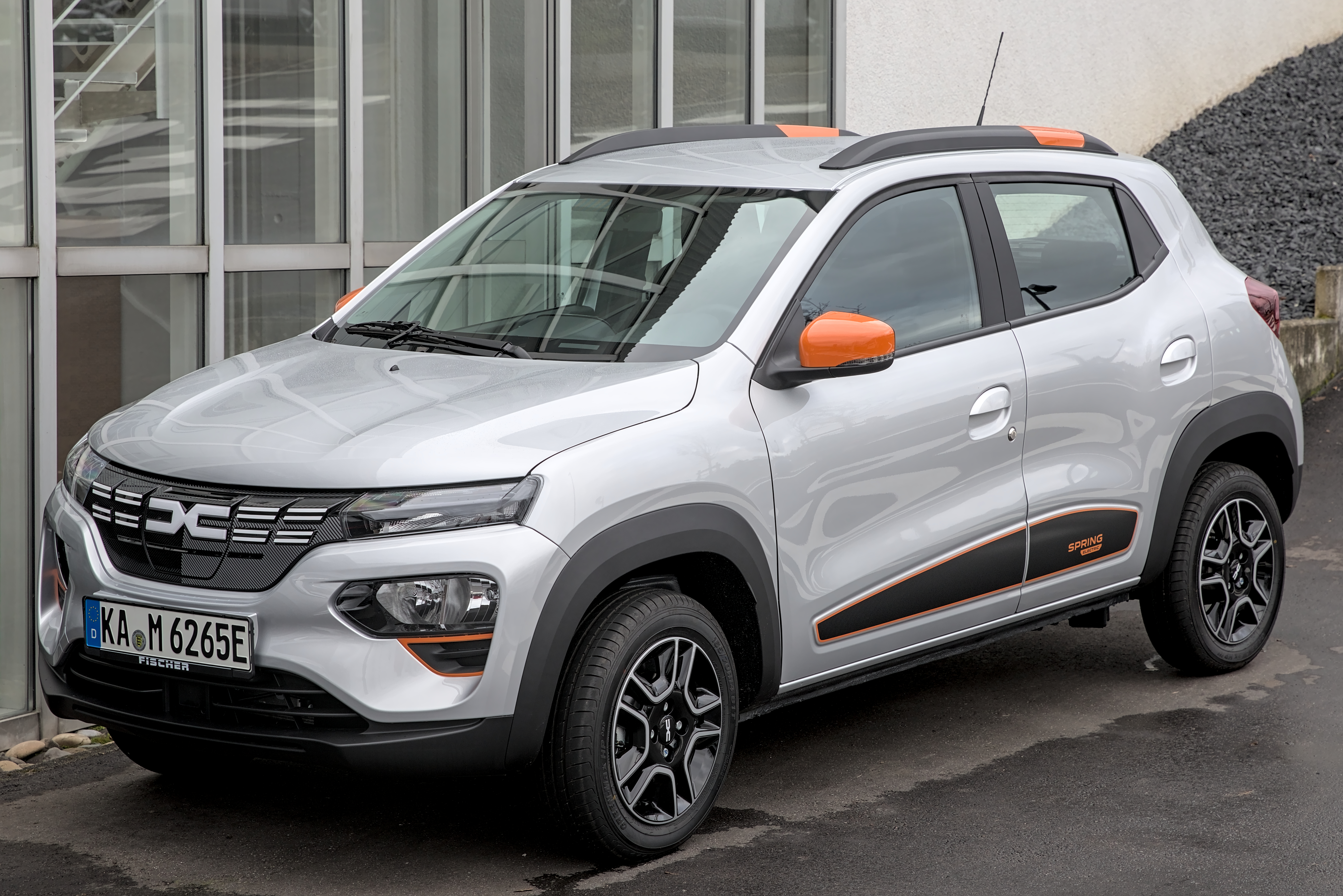
Dacia Spring

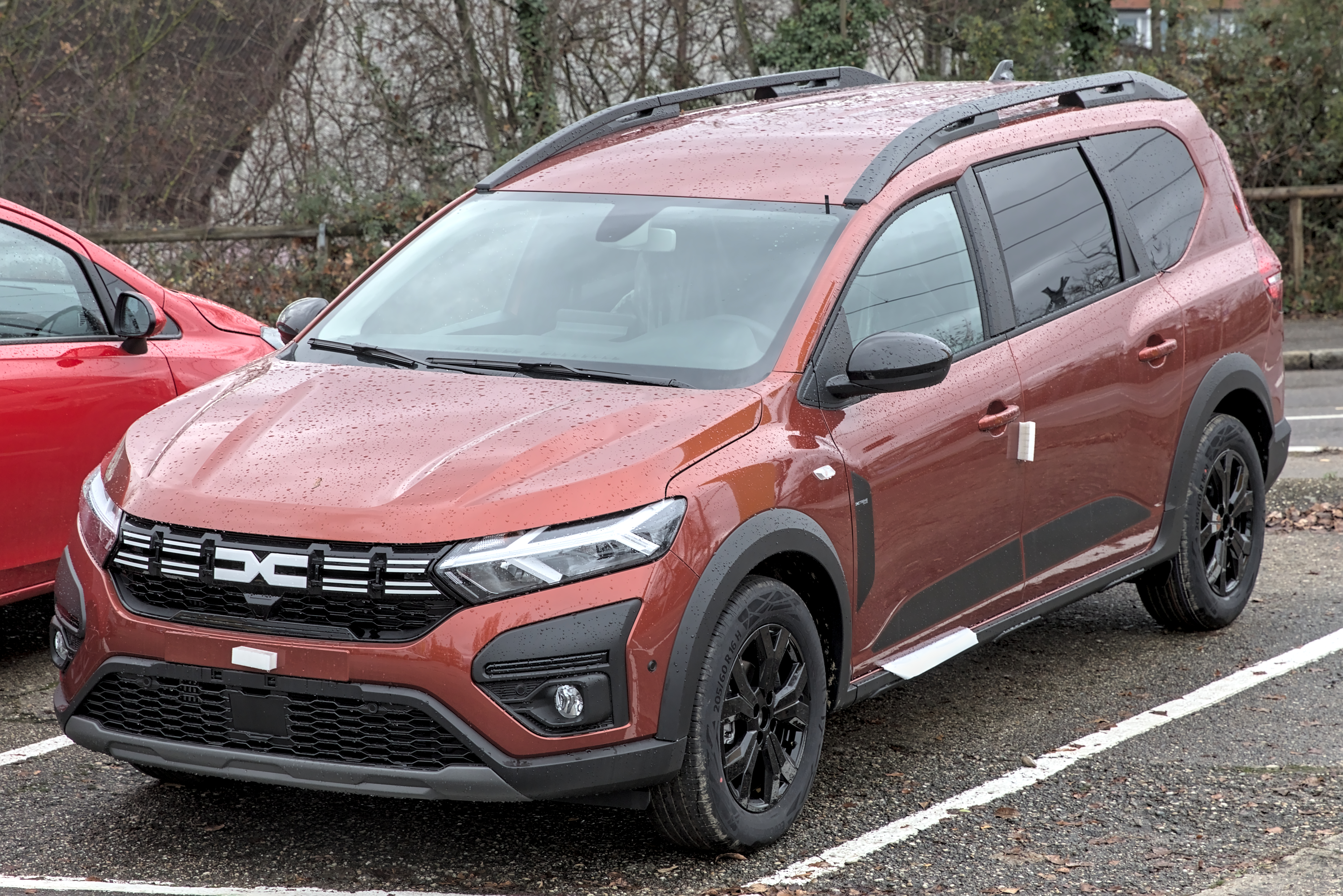
Dacia Jogger 2023 (facelift)

- Dacia Spring (2021–prezent)

- Dacia Spring Cargo (2021[35]–prezent)
- Dacia Jogger (2022[36][37]–prezent)

### Modele viitoare
Dacia va lansa două modele noi, după Bigster, până în 2025.
- Dacia Bigster (2025)[39]
- Dacia Jogger Hybrid (2023–prezent)[40]
- Dacia Spring II (2024)[41]

### Prototipuri și ediții limitate
- Dacia Brașovia (1979) - prototip
- Dacia Sport Turbo (1984) - mașină de raliu
- Dacia MD87 (1987) - avea faruri escamontabile.
- Dacia 1310 TDE (1983)
- Dacia Star (1991)
- Dacia 1306
- Dacia Nova MPV (circa 1998) - furgonetă
- Dacia D33 (1997)
- Dacia Logan Steppe (2006)
- Dacia Logan Pick-Up Concept (2008)[42]
- Dacia Duster (2009)
- Dacia Convertible (1987)
- Dacia 1308 Jumbo - un pick-up cu faruri și masca de CN1.
- Un prototip de Dacia Sport cu faruri și încuietori de Oltcit.
- Dacia Maxi-Break
- Dacia Hycomat - model bazat pe 1310, proiectat pentru persoanele cu dizabilități, prima mașină cu 3 volane, unul jos, care era accelerația, unul sus, care era frâna, și unul în mijloc, acesta fiind volanul normal, cel de direcție.
- Dacia Ina, Dacia Egreta și Dacia Student - prototipuri pentru Dacia 500

### Concepte
- Dacia Spring (2020)
- Dacia Bigster (2021)
- Dacia Manifesto (2022)

## Evenimente
- 1966: în urma parteneriatului dintre statul român și Renault, este deschisă Uzina Dacia.
- 1968: 20 august: de pe linia de montaj iese primul automobil marca Dacia: Dacia 1100.
- 1969: intră în producție modelul Dacia 1300, un model sub licență R12.
- 1970–1980: Dacia dezvoltă o întreagă gamă de modele bazată pe modelul Dacia 1300.
- 1985: este lansat modelul Dacia Lăstun, însă acesta nu se bucură de succes și este retras în 1991.
- 1995: este lansată Dacia Nova, un model de concepție 100% românească.
- 1999: Dacia este cumpărată de Renault și anunță lansarea unui model de 5.000€.
- 2000: este lansat modelul SupeRNova, o evoluție a modelului Nova, dotat cu un motor de 1,4 litri de proveniență Renault.
- 2003: este lansat modelul Solenza, o restilizare a modelului SupeRNova (acesta din urmă fiind scos din fabricație).
- 2004: se încetează producția modelelor Berlină și Break din seria Dacia 1300.
- 2004: este lansat modelul Logan, care este vândut în număr record.
- 2006: în primăvara anului este prezentat primul concept al mărcii Dacia; acesta se numea Dacia Steppe, iar în octombrie este lansat modelul Dacia Logan MCV.
- 2006: 8 decembrie: este fabricat ultimul model Dacia Pick-Up și lasă locul pentru modelul derivat din modelul Logan.
- 2007: 23 ianuarie: este lansată Dacia Logan Furgonetă, model ce a înlocuit modelul Dacia Pick-Up.
- 2007: 5 octombrie: este prezentat modelul Logan Pick-Up.
- 2008: 4 martie: este prezentată Dacia Sandero.
- 2008: 1 iulie: apare Dacia Logan facelift.
- 2008: 1 octombrie: apar versiunile diesel ale Daciei Logan facelift.
- 2008: 3 octombrie: apare Dacia Logan MCV facelift.
- 2009: în primăvară este prezentat la salonul auto de la Geneva conceptul Dacia Duster.
- 2010: în primăvară este lansat modelul de serie Dacia Duster.
- 2012: după o pauză de 2 ani, Dacia va lansa monovolumul Dacia Lodgy prezentat în primăvară la Salonul Auto de la Geneva și lansarea în România în luna iunie. În toamnă la Salonul Auto de la Paris Dacia va lansa primul ludospace adică Dacia Dokker și mult așteptata generație a doua a modelului Dacia Logan.
- 2013: Duster Facelift. Dacia reînnoiește modelul Duster, cel mai recent vehicul al mărcii, lansat la Salonul Auto de la Frankfurt.
- 2016 în toamna toată gama Dacia beneficiază de o restilizare majoră. Faza 2 a modelelor Logan, Logan MCV și Sandero dispune în plus, în premieră, de o cutie de viteze robotizată.
- 2017: în martie Logan MCV Stepway este prezentat la Salonul Auto de la Geneva iar, noua generație Duster este lansată la sfârșitul anului la Salonul Auto de la Frankfurt. Noul SUV al mărcii integrează numeroase echipamente în premieră pe un model Dacia și afișează un nivel de calitate perceput sensibil ameliorat. Modelul va obține titlul de Mașina Anului 2018 în România.
- 2020: în toamnă, Dacia lansează noua generație de Logan, Sandero și Sandero Stepway. Acestea au aspect îmbunătățit, dar și noi dotări, toate acestea îmbunătățind imaginea mărcii românești de automobile. Odată cu apariția noilor modele, Dacia oprește producția pentru modelele Dokker, Lodgy și Logan MCV.
- 2021: Dacia își schimbă identitatea vizuală - o nouă siglă, un nou logotip și o nouă culoare (vechea emblemă va apărea pe mașini până în 2022). Anul 2021 aduce un nou facelift pentru Dacia Duster, dar și două modele noi: Dacia Jogger și Dacia Spring (care este și prima mașină electrică produsă de Dacia).
- 2022: este înlocuită emblema veche de pe mașini, cu cea nouă, adoptată în 2021 și este actualizată paleta de culori.
- 2023: apare varianta hybrid, pentru Dacia Jogger, aceasta devenind, astfel, prima mașină hybrid produsă de Dacia.

## Producția
În mai 2014, Uzina Dacia a atins cifra de 5 milioane de automobile produse în intervalul de 46 de ani de la înființare.
Dacă în 1998 s-a atins borna celor 2 milioane de mașini (cu o Dacia 1307 cu dublă cabină), în următorii 16 ani s-au produs peste 3 milioane de exemplare.
Modelul cu numărul 5 milioane a fost o Dacie Duster.

## Informații Finaciare
| Years | Revenues    | Expenses    | Profit    | Inventory | Reserves  | Receivables | Payables   | Bank and Cash | Employees |
| ----- | ----------- | ----------- | --------- | --------- | --------- | ----------- | ---------- | ------------- | --------- |
| 2021  | 21710614744 | 21150666116 | 513347212 | 571855074 | 171066519 | 2296567767  | 3636836616 | 1745397360    | 12946     |
| 2020  | 18639092013 | 18258020788 | 335763827 | 579759919 | 170737787 | 1902698201  | 3599327535 | 1594000393    | 13685     |
| 2019  | 24990360662 | 24203810458 | 729499164 | 600295106 | 159319170 | 1890879238  | 4706058776 | 2892339544    | 14761     |
| 2018  | 25030749212 | 24144895781 | 812995695 | 606928988 | 123498838 | 2272492559  | 4772825415 | 2687885062    | 14723     |
| 2017  | 23474944326 | 22870981104 | 550532371 | 614560496 | 85803151  | 2519253090  | 4659282804 | 1500172828    | 14261     |
| 2016  | 21045489758 | 20477065145 | 505904389 | 548718866 | 93041075  | 2100378835  | 3968673370 | 1538464854    | 13835     |

În România, cota de piață Dacia a fost de 26,1% în anul 2008, menținându-se în continuare pe primul loc, urmată de Škoda, cu o cotă de piață de 7,4%.
În Franța, cota de piață Dacia a fost de 4,6% în 2010, cu 104.642 de înmatriculări noi, 2,7% în 2009 cu 66.000 de unități,
și 2,3% în anul 2008.
În Spania, cota de piață Dacia a fost de 2,14% în anul 2010, cu 21.392 de unități vândute, față de o cotă de 0,91% în 2009 cu 8.725 de unități vândute..
Vânzări totale:
- 2022: 573.800 de autovehicule
- 2021: 537.095 de autovehicule
- 2020: 520.765 de autovehicule
- 2019: 736.570 de autovehicule
- 2018: 700.798 de autovehicule
- 2017: 655.235 de autovehicule
- 2016: 584.219 de autovehicule
- 2015: 550.920 de autovehicule
- 2014: 511.465 de autovehicule
- 2013: 260.000 de autovehicule
- 2012: 359.822 de autovehicule[49]
- 2011: 343.233 de autovehicule[50]
- 2010: 348.723 de autovehicule: 325.346 de autoturisme și 23.377 de autovehicule comerciale ușoare[51]
- 2009: 311.282[52]
- 2008: 258.372[52]
- 2007: 230.473[53]

Din producția anului 2009, de 311.282 vehicule, Dacia a vândut 84.708 unități în Germania (2,13 % cotă de piață), 65.956 în Franța (2,5 %), 41.862 în România (28,9 %), 21.739 în Italia (0,93 %), 18.112 în Maroc, 17.327 în Algeria, 9.727 în Turcia și 9.030 în Spania. Din producția anului 2010, de 348.723 vehicule, Dacia a vândut 110.000 unități în Franța, 40.500 în Germania, 21.930 în Italia, 21.739 în Spania, 19.167 în Turcia, 18.578 în Algeria și 18.087 în Maroc.
Modelele Logan și Sandero sunt produse și în Maroc, în uzina SOMACA, din Casablanca.
Cifra de afaceri:
- 2003: 360 milioane euro[26]
- 2009: 2,1 miliarde euro[55]
- 2011: 13,17 miliarde lei[56]
- 2012: 12,74 miliarde lei[56]
- 2020: 18,3 miliarde lei[57]
- 2022: 25,7 miliarde lei[58]

Venit net
- În 2009: 54 milioane euro[55]

- În 2022: 527 milioane lei

## Exporturi
Exporturile estimate ale Uzinelor Dacia au reprezentat, în 2013, 3,6 miliarde de dolari.
Prin comparație, în 1989, toate exporturile României au reprezentat 5,9 miliarde de dolari.